# دورت‌چنار
دورت‌چنار (ترکی آذربایجانی: Dörtçinar) یک منطقهٔ مسکونی در جمهوری آرتساخ است که در استان هادروت واقع شده‌است.